# Roswell (Ohio)
Roswell es una villa situada en el condado de Tuscarawas, Ohio, Estados Unidos. Tiene una población estimada, a mediados de 2023, de 212 habitantes.

## Geografía
La localidad está ubicada en las coordenadas 40°28′33″N 81°20′53″O / 40.47583, -81.34806. Según la Oficina del Censo, tiene una superficie de 0.72 km², correspondientes en su totalidad a tierra firme.

## Demografía
Según el censo de 2020, en ese momento había 219 personas residiendo en la localidad. La densidad de población era de 304.17 hab./km². El 97.72% de los habitantes eran blancos y el 2.28% eran de una mezcla de razas. Del total de la población, el 0.91% eran hispanos o latinos de cualquier raza.